# チョトパジャップ
チョトパジャップ（モンゴル語：ᠵᠤᠳᠪᠠᠵᠠᠪ Жодовжав、転写：Jodobjab、卓特巴扎普）は、清朝・中華民国の軍人・政治家。モンゴル族。デムチュクドンロブ（徳王）らの蒙古自治運動に参加した人物の1人である。字は世海、什海。卓王とも呼ばれる。

## 事跡
1900年（光緒26年）、三群馬隊の哨官として軍歴を開始する。清朝の牧場の委協領、正協領を歴任し、1909年（宣統元年）、牧場総管となった。1911年（宣統3年）、モンゴル（外蒙古）軍と国境のダリガンガ（達里崗崖）で戦う。しかし敗北して捕らえられ、フレー（庫倫）に3年間拘禁された。
帰国後に、チョトパジャップは北京政府から記名副都統に任ぜられた。1915年（民国4年）、匪賊討伐に軍功をあげ、四等文虎章を授与されている。同年、（明安（ミンガン）牧場長も兼ねた。翌年、バボージャブらを討伐して、これを捕虜としている。この軍功により、陸軍中将に昇進した。1918年（民国7年）8月、安福国会で衆議院議員に選出される。
国民政府成立後の1929年（民国18年）に、蒙蔵委員会駐北平弁事処副処長に任ぜられる。1932年（民国21年）10月、蒙古地方自治政務委員会察哈爾（チャハル）部保安長官に任ぜられた。翌年8月、察哈爾省政府委員に任命される。1934年（民国23年）3月、蒙古地方自治政務委員会委員となった。それからまもなく、チョトパジャップはデムチュクドンロブや李守信に協力して、南モンゴル自治運動を開始する。
1937年（民国26年）10月、チョトパジャップは蒙古聯盟自治政府に参加し、参議兼察哈爾盟盟長に就任する。翌月、蒙疆聯合委員会総務委員会委員となった。翌年7月、同委員会の総務部部長に昇格している。1939年（民国28年）9月、蒙古聯合自治政府が成立すると、政務院院長兼察哈爾盟盟長となった。翌年3月、南京国民政府（汪兆銘政権）の中央政治会議に、蒙古側代表として参加した。まもなく、中国国民党中央執監委員、中央政治委員会委員に選出されている。1941年（民国30年）、蒙古聯合自治政府参議会議長に異動した。
1945年（民国34年）以後の消息は不明である。